# Przedrzeźniacz smugowany
Przedrzeźniacz smugowany (Oreoscoptes montanus) – gatunek średniej wielkości ptaka z rodziny przedrzeźniaczy (Mimidae).
SystematykaJedyny przedstawiciel rodzaju Oreoscoptes. Nie wyróżnia się podgatunków.
WyglądDługość ciała 20–23 cm; masa ciała 40–50 g. Dziób prosty, smukły i krótki. Wierzch ciała szarobrązowy, skrzydła oraz ogon ciemniejsze. Na skrzydłach widoczne 2 białe paski, białe rogi ogona. Tęczówki żółte, brew i wąs jasne. Spód ciała kremowy, przechodzi w płowy na dole brzucha i pokrywach podogonowych. Na gardle widoczne małe, brązowe plamki, które przechodzą na bokach ciała w kreski. Obie płci są podobne. Młode ptaki bardziej brązowe, z rzadszymi kreskami i ciemnymi oczami.
Zasięg, środowiskoOtwarte tereny bylicowe i zarośla w zachodniej części Ameryki Północnej – skrajnie południowe krańce zachodniej Kanady i zachodnia część USA. Zimuje w południowo-zachodnich i południowo-środkowych USA oraz dalej na południe po środkowy Meksyk. Podczas migracji i na zimowiskach przebywa na suchych lub półsuchych otwartych terenach z rozproszonymi krzewami, na łąkach i w otwartych zadrzewieniach sosnowo-jałowcowych.
StatusIUCN uznaje przedrzeźniacza smugowanego za gatunek najmniejszej troski (LC, Least Concern) nieprzerwanie od 1988 (stan w 2020). Organizacja Partners in Flight szacuje liczebność populacji na 5,9 miliona dorosłych osobników. Trend liczebności populacji uznawany jest za spadkowy.